# 联合制碱法
联合制碱法又称侯氏制碱法（英語：Hou's process），用于在工业上制取纯碱（Na2CO3），由中国化学家侯德榜于1939年发明，是世界上广泛采用的制纯碱法。
具体过程为：在饱和氨盐水中（氨气，氯化钠都达到饱和的溶液）通入二氧化碳从而发生如下反应：
{\displaystyle {\ce {NH3 + CO2 + H2O + NaCl -> NH4Cl + NaHCO3v}}}

{\displaystyle {\ce {2NaHCO3->[{\text{△}}]Na2CO3{\text{+}}CO2{\text{↑}}+H2O}}}
反应中的碳酸氢钠由于溶解度低而析出，可以进一步煅烧分解为碳酸钠，水和二氧化碳，其中二氧化碳可以再次进入反应重复利用。
为了获取存留在溶液中的氯化铵，在废液中加入氯化钠，并在30－40℃下向废液中通入氨气，然后降温到10℃以下，由于氯化铵在30℃时的溶解度比氯化钠大，而在10℃下溶解度比氯化钠小，以及同离子效应，使氯化铵从母液析出，其母液又可作为下一次制碱的原料，重复利用。
所谓“联合制碱法”中的“联合”，指该法将合成氨工业与制碱工业组合在一起，利用了生产氨时的副产品二氧化碳，革除了用石灰石加热分解来生产的氨碱法，简化了生产设备。此外，联合制碱法也避免了生产氨碱法中用处不大的副产物氯化钙，而用可作化肥的氯化铵来回收，相比于氨碱法更环保。
联合制碱法也存在不足。较氨碱法而言，它的用氨量较大，在有些情况下不适用。
联合制碱法作为一种标志和象征，一直是爱国主义教育和青少年励志读物的典型事例。舆论宣扬的联碱工程存在一些偏差。根据中国纯碱工业协会 2008 年底的统计资料，目前中国的纯碱生产主要有三种方法，氨碱占48.42%、联碱占45.19%、天然碱加工占6.39%。在国际纯碱行业，除了美国有大型的天然碱加工公司，占有很大的市场份额外，氨碱法仍是合成纯碱的主要生产方法。和很多文献描述的不相符的是，到目前为止，中国从未完整地把这项技术输入到其他国家。联合制碱在国外的应用情况大致是,日本有几家联合制碱工厂，现已关闭，印度有一个小厂在运行，印尼也安装了一套联合制碱装置。总体来说，中国以外的地区，对联合制碱法缺乏热情。